# Knepp Castle

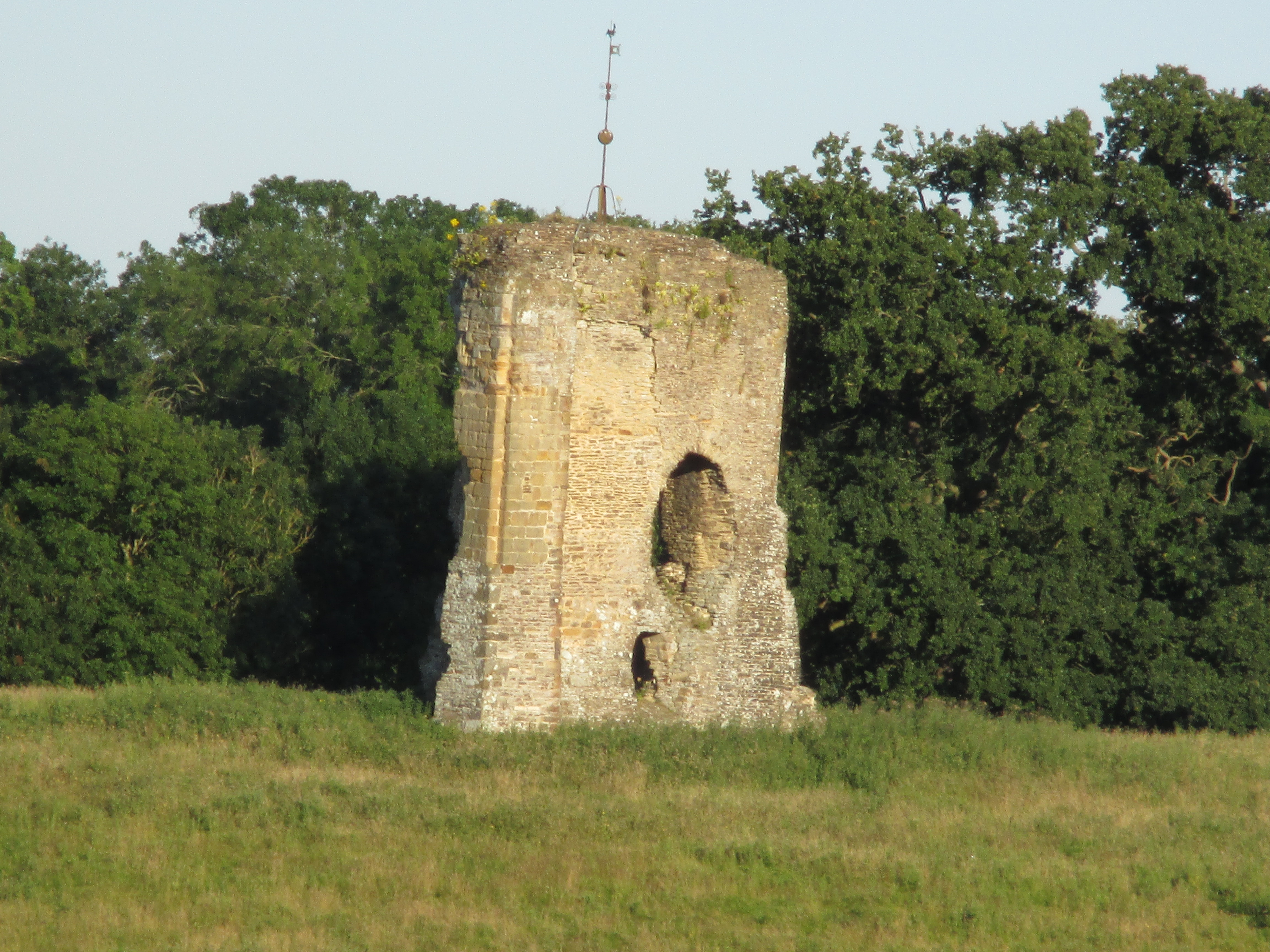
Knepp Castle (2016)

Knepp Castle ist eine mittelalterliche Burgruine westlich des Dorfes West Grinstead in der englischen Verwaltungseinheit West Sussex. Sie liegt in der Nähe des Western Adur und der Fernverkehrsstraße A24. Der Name soll sich aus dem altenglischen „cnæp“ ableiten (dt./engl.: „Mound“).

## Geschichte
Die Burg war ursprünglich eine Motte, die im 12. Jahrhundert William de Braose bauen ließ. 1214 wurde sie auf Geheiß von König Johann Ohneland in Stein mit einem zweistöckigen Donjon neu errichtet. Nicht nur Johann Ohneland besuchte die Burg in der Folge, sondern auch andere Könige, wie Heinrich III. 1218, Eduard II. 1324 und Richard II. 1384. Anschließend allerdings verfiel die Burg. Der größte Teil wurde in den 1720er-Jahren zerstört. Anfang des 19. Jahrhunderts wurden ihre Überreste für Sir Charles Burrell erneut befestigt, um sie vor weiterem Verfall zu schützen.

## Konstruktion

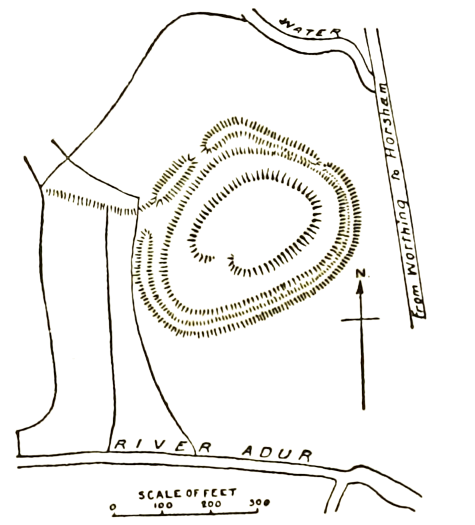
Plan von Knepp Castle (1905)

Die Burg steht auf einem ovalen Mound, der auf einem natürlichen Hügel aufgeschüttet wurde, und ist von einem Graben und Ringmauern umgeben. Der Wassergraben wird von einem nahegelegenen Teich gespeist und führte Anfang des 18. Jahrhunderts noch Wasser.
Heute bestehen die Überreste der Burg aus seiner einzelnen Mauer, die 11 Meter hoch, 9,5 Meter lang und 2,5 Meter dick ist. Sie hat einen Eingang und eine weitere Öffnung darüber. Diese Mauer bildete offensichtlich das nördliche Ende der Westmauer eines Turms oder Donjons.

## Landhaus
Den Namen „Knepp Castle“ trägt auch das benachbarte neugotische Landhaus, das Anfang des 19. Jahrhunderts Sir Charles Merrick Burrell nach Plänen von John Nash bauen ließ. Die Ländereien der historischen Burg und des Landhauses sind heute durch das Umweltprojekt Knepp Wildland bekannt. Der „wilde“ Garten von Knepp Castle wurde durch den Gartendesigner Tom Stuart-Smith gestaltet, allerdings unter Einsatz von Glyphosat.